# Arcte immodesta
Arcte immodesta är en fjärilsart som beskrevs av Achille Guenée 1852. Arcte immodesta ingår i släktet Arcte och familjen nattflyn. Inga underarter finns listade i Catalogue of Life.